# Syzygium mananquil
Syzygium mananquil là một loài thực vật có hoa trong Họ Đào kim nương. Loài này được (Blanco) Merr. miêu tả khoa học đầu tiên năm 1951.